# Jean Louis Emonin
Ne doit pas être confondu avec Georges Emonin.
Jean-Louis Emonin est un homme politique français né le 24 mai 1780 à Besançon (Doubs) et mort en 1830.

## Biographie
Négociant à Besançon, il est député du Doubs de 1824 à 1827, siégeant dans la majorité soutenant la Restauration.